# Hawk Wing
Hawk Wing, né en 1999, est un cheval de course pur-sang anglais. 

## Carrière de courses
Élevé aux États-Unis par Hill 'n' Dale Farms, appartenant à l'écurie irlandaise Coolmore, Hawk Wing débute victorieusement en mai 2001 avant de trouver sur sa route un certain Rock of Gibraltar, son compagnon d'écurie, dans les Railway Stakes, avant d'enchaîner deux victoires dans les Futurity Stakes et les National Stakes (en signant un temps record sur le parcours des 1 400 mètres du Curragh, tous âges confondus), ce qui lui vaut, à défaut de titre de 2 ans européen de l'année (attribué à un autre élève de Coolmore, Johannesburg), celui de favori des classiques de printemps.  
Hawk Wing fait sa rentrée directement dans les 2000 Guinées, à l'image de la plupart des favoris d'hiver entraînés par Aidan O'Brien. Mais il doit s'incliner une nouvelle fois face à Rock of Gibraltar. Puis, dans le Derby, dont il est le favori, il concède deux longueurs à un énième champion made in Coolmore, High Chaparral, dans une saison archi-dominée par les représentants de l'ogre irlandais. Les deux Irlandais terminent douze longueurs devant le peloton. En revanche, aucun de ses coéquipiers n'est présent dans les Eclipse Stakes, ce qui lui permet d'enfin trouver une récompense, et d'accrocher un deuxième groupe 1 à son tableau de chasse. Battu de justesse dans les Irish Champion Stakes, un peu plus nettement par Where or When pour son retour sur le mile dans les Queen Elizabeth II Stakes, il termine la saison par une tentative malheureuse dans le Breeders' Cup Classic, ne s'adaptant pas aux courses à l'américaine.   
Resté à l'entraînement à 4 ans, Hawk Wing fait son retour dans les Lockinge Stakes. Il y retrouve Where of When, le Français Domedriver, qui a infligé à Rock of Gibraltar sa première défaite depuis plus d'un an dans Breeders' Cup Mile ou encore Olden Times (Prix Jean Prat). Et là, c'est le grand moment de sa carrière. Hawk Wing fait littéralement voler en éclat le peloton, il s'envole laissant Where or When à 11 longueurs, lui-même devançant Olden Times de huit longueurs. On a rarement vu pareille démonstration et les handicapeurs son déchaînés. La FIAH lui attribue un colossal rating de 133, et personne ne fera mieux dans le monde cette année-là. Il s'agit rien moins que du huitième plus haut rating du XXIe siècle. Et chez Timeform, on dégaine un 136, qui à l'époque fait partie des cinquante plus haut rating de l'histoire des courses. Était-ce justifié ? Une confirmation en piste n'aurait pas été de trop, pour ce cheval qui n'avait tout de même gagné qu'une seule de ses six sorties à 3 ans. Mais on n'aura pas le luxe de trouver d'autres arguments pour apprécier les ratings de Hawk Wing : le cheval se blesse au genou durant les Queen Anne Stakes, et doit regagner le haras, laissant le souvenir d'un éblouissement, et une part de mystère.   

### Résumé de carrière
| Date         | Hippodrome     | Pays        | Course                    | Statut      | Distance    | Jockey       | Place       | Écart       | Vainqueur ou deuxième |
| 2001, 2 ans  | 2001, 2 ans    | 2001, 2 ans | 2001, 2 ans               | 2001, 2 ans | 2001, 2 ans | 2001, 2 ans  | 2001, 2 ans | 2001, 2 ans | 2001, 2 ans           |
| ------------ | -------------- | ----------- | ------------------------- | ----------- | ----------- | ------------ | ----------- | ----------- | --------------------- |
| 24 mai       | Tipperary      | Irlande     | Maiden                    |             | 1 400 m     | M. Kinane    | 1er / 10    | cte tête    | Martin Gunne          |
| 1er juillet  | Curragh        | Irlande     | Railway Stakes            | Gr. 3       | 1 200 m     | S. Heffernan | 2e / 18     | 2           | Rock of Gibraltar     |
| 25 août      | Curragh        | Irlande     | Futurity Stakes           | Gr. 2       | 1 400 m     | M. Kinane    | 1er / 6     | 3           | Sholokhov             |
| 16 septembre | Curragh        | Irlande     | National Stakes           | Gr. 1       | 1 400 m     | M. Kinane    | 1er / 7     | 2 ½         | Naheef                |
| 2002, 3 ans  |                |             |                           |             |             |              |             |             |                       |
| 4 mai        | Newmarket      | Royaume-Uni | 2000 Guinées              | Gr. 1       | 1 600 m     | J. Spencer   | 2e / 22     | cte tête    | Rock of Gibraltar     |
| 8 juin       | Epsom          | Royaume-Uni | Derby                     | Gr. 1       | 2 400 m     | M. Kinane    | 2e / 12     | 2           | High Chaparral        |
| 6 juillet    | Sandown        | Royaume-Uni | Eclipse Stakes            | Gr. 1       | 2 000 m     | M. Kinane    | 1er / 12    | 2 ½         | Sholokhov             |
| 7 septembre  | Leopardstown   | Irlande     | Irish Champion Stakes     | Gr. 1       | 2 000 m     | M. Kinane    | 2e / 7      | cte tête    | Grandera              |
| 28 septembre | Ascot          | Royaume-Uni | Queen Elizabeth II Stakes | Gr. 1       | 1 600 m     | M. Kinane    | 2e / 5      | 2           | Where or When         |
| 26 octobre   | Arlington Park | États-Unis  | Breeders' Cup Classic     | Gr. 1       | 2 000 m     | M. Kinane    | 7e / 12     | 18          | Volponi               |
| 2003, 4 ans  |                |             |                           |             |             |              |             |             |                       |
| 17 mai       | Newbury        | Royaume-Uni | Lockinge Stakes           | Gr. 1       | 1 600 m     | M. Kinane    | 1er / 6     | 11          | Where or When         |
| 17 juin      | Ascot          | Royaume-Uni | Queen Anne Stakes         | Gr. 1       | 1 600 m     | M. Kinane    | 7e / 10     | 11          | Dubai Destination     |

## Au haras
On ne sait pas exactement quel champion était Hawk Wing, en revanche on sait qu'il fut un médiocre étalon. Installé à Coolmore en Irlande, à 25 000 € la saillie, et faisant la navette en Australie, il ne put se mettre en évidence et fut finalement vendu en Corée en 2008, où il ne fit pas d'étincelles. On lui doit néanmoins deux vainqueurs de groupe 1, Cambina (American Oaks) et Stand to Gain (Sydney Cup, Champagne Stakes).

## Origines
Hawk Wing est un fils de Woodman, un membre de l'écurie Sangster entraîné par Vincent O'Brien qui rentra au haras après cinq courses et deux victoires de groupe à 2 ans. Il se révéla excellent étalon, donnant le champion français Hector Protector, les Américains Hansel (3 ans de l'année en 1991) et Timber Country (2 ans de l'année en 1994) ou encore la championne anglaise Bosra Sham, meilleure 3 ans européenne en 1996.
La mère de Hawk Wing est la championne canadienne La Lorgnette, élevée par E.P. Taylor. Championne de sa génération, cette fille du Français Val de l'Orne remporta en 1985 le Queen's Plate, la plus prestigieuse course du Canada. Au haras, elle a bien réussi, donnant également Alexandrina (par Conquistador Cielo), mère du champion Thornfield (par Sky Classic), vainqueur des Canadian International Stakes et cheval de l'année au Canada en 1999, mais aussi Race For The Stars (par Fusaichi Pegasus), lauréat de groupe 3 en Irlande, et Dr. Sardonica (par Rahy), placé de groupe 3 au Canada. Il s'agit d'une souche argentine, puisque la troisième mère de Hawk Wing, est la championne La Sevillana, sacrée numéro de sa génération à 2 et 3 ans en Argentine, avant d'être importée aux États-Unis en 1970. 

### Pedigree
| Origines de Hawk Wing (USA), mâle bai né en 1999 | Origines de Hawk Wing (USA), mâle bai né en 1999 | Origines de Hawk Wing (USA), mâle bai né en 1999 | Origines de Hawk Wing (USA), mâle bai né en 1999 |
| ------------------------------------------------ | ------------------------------------------------ | ------------------------------------------------ | ------------------------------------------------ |
| Père Woodman                                     | Mr. Prospector                                   | Raise a Native                                   | Native Dancer                                    |
| Père Woodman                                     | Mr. Prospector                                   | Raise a Native                                   | Raise You                                        |
| Père Woodman                                     | Mr. Prospector                                   | Gold Digger                                      | Nashua                                           |
| Père Woodman                                     | Mr. Prospector                                   | Gold Digger                                      | Sequence                                         |
| Père Woodman                                     | Playmate                                         | Buckpasser                                       | Tom Fool                                         |
| Père Woodman                                     | Playmate                                         | Buckpasser                                       | Busanda                                          |
| Père Woodman                                     | Playmate                                         | Intriguing                                       | Swaps                                            |
| Père Woodman                                     | Playmate                                         | Intriguing                                       | Glamour                                          |
| Mère La Lorgnette                                | Val de l'Orne                                    | Val de Loir                                      | Vieux Manoir                                     |
| Mère La Lorgnette                                | Val de l'Orne                                    | Val de Loir                                      | Vali                                             |
| Mère La Lorgnette                                | Val de l'Orne                                    | Aglae                                            | Armistice                                        |
| Mère La Lorgnette                                | Val de l'Orne                                    | Aglae                                            | Aglae Grace                                      |
| Mère La Lorgnette                                | The Temptress                                    | Nijinsky                                         | Northern Dancer                                  |
| Mère La Lorgnette                                | The Temptress                                    | Nijinsky                                         | Flaming Page                                     |
| Mère La Lorgnette                                | The Temptress                                    | La Sevillana                                     | Court Harwell                                    |
| Mère La Lorgnette                                | The Temptress                                    | La Sevillana                                     | Giraldilla (famille 9-g)                         |